# Brinkum
Brinkum település Németországban, azon belül Alsó-Szászország tartományban. Lakosainak száma 820 fő (2023. december 31.). Brinkum Nortmoor és Leer községekkel határos.

## Népesség
A település népességének változása:
| Lakosok száma | 746  | 750  | 782  | 823  | 819  | 820  |
|               | 2016 | 2017 | 2019 | 2021 | 2022 | 2023 |